# Batalha de Takajō
A Batalha de Takajō , também conhecida como a Batalha de Takashiro , em  1587 foi a primeira batalha  da Campanha para tomar o controle de Kyūshū  feita por Toyotomi Hideyoshi durante o Período Sengoku da História do Japão.
O meio-irmão de Hideyoshi, Hashiba Hidenaga trouxe 90 mil homens que desembarcaram perto do Castelo Taka (Taka-jō) na  Província de Hyūga . Nos anos anteriores, o Clã Shimazu da Província de Satsuma havia se espalhado por toda a ilha, utilizando como ponta de lança o recém conquistado território do Clã Ōtomo  no Domínio de Funai. Ao fazer isso, se tornaram um poder significativo na região, que ameaçava a supremacia de Hideyoshi.
As forças de Hidenaga perseguiu os Shimazu e sitiaram a fortaleza. Shimazu Iehisa foi obrigado a trazer sua força de cerca de 20.000 homens da linha de frente para a retaguarda, chocando-se com um destacamento de 15.000 guerreiros Toyotomi . 
Três mil guerreiros Shimazu desmantelaram as fortificações dos sitiantes, e os distraíram tempo suficiente para que se pudesse efetuar um ataque de cavalaria. No entanto, logo em seguida, encontraram-se flanqueados por 1.500 guerreiros Toyotomi, que fizeram todos os esforços para dar a aparência de serem uma força bem maior na retaguarda dos Shimazu, cortando sua fuga.
Lutando através das forças dos Toyotomi, os Shimazu efetuaram a retirada, deixando Taka-jō e a área circundante para Hidenaga .
| Cerco de Toshimitsu -- Batalha de Hetsugigawa -- Batalha de Takajō -- Cerco de Ganjaku -- Cerco de Akizuki -- Batalha de Sendaigawa -- Cerco de Kagoshima |
| |